# Stenogyne haliakalae
Stenogyne haliakalae är en kransblommig växtart som beskrevs av Heinrich Wawra. Stenogyne haliakalae ingår i släktet Stenogyne och familjen kransblommiga växter. Inga underarter finns listade i Catalogue of Life.